# Gear (magazine)
Gear était un magazine pour adultes masculin paru de septembre 1998 à 2003.